# Gladys Aylward

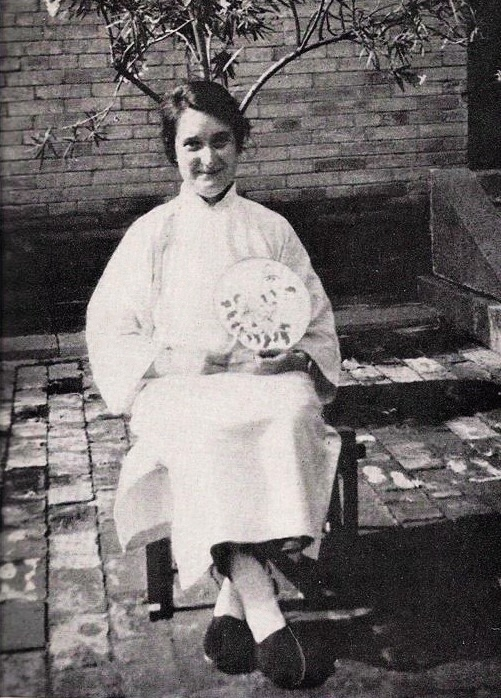
Gladys Aylward

Gladys Aylward (Londen, 24 februari 1902 – Taiwan, 3 januari 1970) was een Britse protestantse zendeling die in China werkte. In het Chinees werd ze Ai-wei-de (Virtuous One) genoemd.
Haar levensverhaal werd in 1957 gepubliceerd in het boek The Small Woman van Alan Burgess, en in 1958 werd er een Hollywood-film van gemaakt onder de titel The Inn of the Sixth Happiness. De Vereeniging Tot Verspreiding Der Heilige Schrift heeft haar levenshaal ook in een stripboek verwerkt, Gladys Aylward – Ai-weh-deh.

## Biografie
Aylward werd geboren in een arbeidersgezin in de Londense wijk Edmonton. Hoewel ze al van jongs af aan in de huishoudelijke dienst werkte, was er altijd de ambitie om overzee te gaan om te werken als zendeling. Ze stelde haar studie af op dat doel, maar werd afgewezen door de China Inland Mission, omdat haar academische achtergrond onvoldoende zou zijn.
Daarom besloot ze in 1930 op eigen initiatief af te reizen naar China en kwam te wonen in Yuncheng, in de afgelegen provincie Shanxi. Daar sloot ze zich aan bij de missie van de 73-jarige zendelinge Jeannie Lawson. Samen begonnen ze een eigen herberg onder de naam The Inn of the Eight Happinesses. Lawson viel op een gegeven moment en overleed aan de gevolgen hiervan. Aylward stond er vervolgens helemaal alleen voor. De mandarijn van Yang Cheng benoemde haar tot inspecteur voor het tegengaan van het voet inbinden van vrouwen. Gaandeweg kreeg ze het vertrouwen van de Chinezen en bouwde een stevige reputatie op velerlei gebied.
In 1938 was er een invasie van Japanse troepen in de regio, en Aylward trok met 94 kinderen veilig over de bergen. Ze verbleef tijdens de Tweede Wereldoorlog in China, en daarna keerde ze terug naar Engeland. Toen ze later wilde teruggaan naar China werd haar de toegang ontzegd door de Chinese autoriteiten. Daarop besloot ze in 1953 in Taiwan te gaan wonen. Ook hier zorgde ze voor de weeskinderen en predikte het evangelie.
Aylward overleed op 3 januari 1970 en werd begraven op een klein kerkhof op de campus van Christ's College in Guandu. 